# Mistrzostwa Świata Juniorów w Narciarstwie Alpejskim 2012
Mistrzostwa Świata Juniorów w Narciarstwie Alpejskim 2012 – 31. edycja mistrzostw świata juniorów w narciarstwie alpejskim, która odbyła się w dniach 29 lutego–9 marca 2012 r. we włoskiej miejscowości Roccaraso, w regionie administracyjnym Abruzja. Rozegrano 3 konkurencje dla kobiet (zjazd odwołano) oraz 4 konkurencje dla mężczyzn, a także zawody drużynowe. W klasyfikacji medalowej triumfowała reprezentacja Norwegii, której zawodnicy zdobyli osiem medali, w tym 4 złote, 3 srebrne i 1 brązowy.

## Wyniki
| Pozycja | Zawodnik            | Państwo    | Czas    |
| ------- | ------------------- | ---------- | ------- |
|         | Ryan Cochran-Siegle | USA        | 1:11,99 |
|         | Ralph Weber         | Szwajcaria | 1:12,08 |
|         | Nils Mani           | Szwajcaria | 1:12,48 |
| 4.      | Mathieu Faivre      | Francja    | 1:12,57 |
| 5.      | Manuel Schmid       | Niemcy     | 1:12,80 |
| 6.      | Stefano Baruffaldi  | Włochy     | 1:12,85 |

| Pozycja | Zawodniczka | Państwo | Czas |
| ------- | ----------- | ------- | ---- |
|         |             |         |      |
|         |             |         |      |
|         |             |         |      |
| 4.      |             |         |      |
| 5.      |             |         |      |
| 6.      |             |         |      |

| Pozycja | Zawodnik                | Państwo    | Czas    |
| ------- | ----------------------- | ---------- | ------- |
|         | Ralph Weber             | Szwajcaria | 1:02,73 |
|         | Nils Mani               | Szwajcaria | 1:02,93 |
|         | Johannes Strolz         | Austria    | 1:03,30 |
| 4.      | Aleksander Aamodt Kilde | Norwegia   | 1:03,48 |
| 5.      | Gino Caviezel           | Szwajcaria | 1:03,62 |
| 6.      | Henrik Kristoffersen    | Norwegia   | 1:03,64 |

| Pozycja | Zawodniczka         | Państwo    | Czas    |
| ------- | ------------------- | ---------- | ------- |
|         | Annie Winquist      | Norwegia   | 1:06,99 |
|         | Joana Hählen        | Szwajcaria | 1:07,02 |
|         | Ragnhild Mowinckel  | Norwegia   | 1:07,03 |
| 4.      | Corinne Suter       | Szwajcaria | 1:07,04 |
| 5.      | Rosina Schneeberger | Austria    | 1:07,05 |
| 6.      | Abby Ghent          | USA        | 1:07,49 |

| Pozycja | Zawodnik             | Państwo  | Czas    |
| ------- | -------------------- | -------- | ------- |
|         | Henrik Kristoffersen | Norwegia | 2:39,50 |
|         | Thomas Dreßen        | Niemcy   | 2:40,25 |
|         | Žan Kranjec          | Słowenia | 2:40,35 |
| 4.      | Mathieu Faivre       | Francja  | 2:40,36 |
| 5.      | Alexander Schmid     | Niemcy   | 2:40,61 |
| 6.      | Niklas Köck          | Austria  | 2:40,68 |

| Pozycja | Zawodniczka              | Państwo  | Czas    |
| ------- | ------------------------ | -------- | ------- |
|         | Ragnhild Mowinckel       | Norwegia | 2:40,02 |
|         | Sara Hector              | Szwecja  | 2:40,28 |
|         | Adeline Baud             | Francja  | 2:40,80 |
| 4.      | Kristine Gjelsten Haugen | Norwegia | 2:40,81 |
| 5.      | Simona Hösl              | Niemcy   | 2:40,87 |
| 6.      | Lisa-Maria Zeller        | Austria  | 2:40,97 |

| Pozycja | Zawodnik             | Państwo    | Czas    |
| ------- | -------------------- | ---------- | ------- |
|         | Santeri Paloniemi    | Finlandia  | 1:38,44 |
|         | Henrik Kristoffersen | Norwegia   | 1:39,70 |
|         | Reto Schmidiger      | Szwajcaria | 1:39,93 |
| 4.      | Trevor Philp         | Kanada     | 1:40,11 |
| 5.      | Žan Kranjec          | Słowenia   | 1:40,17 |
| 6.      | Robert Cone          | USA        | 1:40,18 |

| Pozycja | Zawodniczka         | Państwo  | Czas    |
| ------- | ------------------- | -------- | ------- |
|         | Stephanie Brunner   | Austria  | 1:41,19 |
|         | Paulina Grassl      | Szwecja  | 1:42,31 |
|         | Petra Vlhová        | Słowacja | 1:42,69 |
| 4.      | Ragnhild Mowinckel  | Norwegia | 1:43,02 |
| 5.      | Kateřina Pauláthová | Czechy   | 1:43,13 |
| 6.      | Sara Hector         | Szwecja  | 1:43,40 |

| Pozycja | Zawodnik             | Państwo  | Punkty |
| ------- | -------------------- | -------- | ------ |
|         | Ryan Cochran-Siegle  | USA      | 31,49  |
|         | Henrik Kristoffersen | Norwegia | 44,21  |
|         | Žan Kranjec          | Słowenia | 60,62  |
| 4.      | Thomas Dreßen        | Niemcy   | 72,47  |
| 5.      | Stefano Baruffaldi   | Włochy   | 77,56  |
| 6.      | Bryce Bennett        | USA      | 95,30  |

| Pozycja | Zawodniczka        | Państwo    | Punkty |
| ------- | ------------------ | ---------- | ------ |
|         | Ragnhild Mowinckel | Norwegia   | 11,66  |
|         | Annie Winquist     | Norwegia   | 31,00  |
|         | Corinne Suter      | Szwajcaria | 31,03  |
| 4.      | Adeline Baud       | Francja    | 33,49  |
| 5.      | Petra Vlhová       | Czechy     | 61,22  |
| 6.      | Jelena Jakowiszyna | Rosja      | 61,51  |

## Drużynowo
Zawody drużynowe (ang.: Team Event) rozegrane zostały w formie slalomu równoległego.
| Konkurencja           | Data         | Złoto                                                         | Srebro                                                                      | Brąz                                                                                 |
| Rywalizacja drużynowa | 5 marca 2012 | Słowenia · Ula Hafner · Žan Kranjec · Ana Bucik · Mišel Žerak | Włochy · Karoline Pichler · Giordano Ronci · Nicole Agnelli · Alex Zingerle | Szwajcaria · Jasmina Suter · Luca Aerni · Andrea Ellenberger · Bernhard Niederberger |

## Klasyfikacja medalowa
| Miejsce | Państwo           |   |   |   | złoto · srebro · brąz |
| ------- | ----------------- | - | - | - | --------------------- |
| 1.      | Norwegia          | 4 | 3 | 1 | 8                     |
| 2.      | Stany Zjednoczone | 2 | 0 | 0 | 2                     |
| 3.      | Szwajcaria        | 1 | 3 | 4 | 8                     |
| 4.      | Słowenia          | 1 | 0 | 2 | 3                     |
| 5.      | Austria           | 1 | 0 | 1 | 2                     |
| 6.      | Finlandia         | 1 | 0 | 0 | 1                     |
| 7.      | Szwecja           | 0 | 2 | 0 | 2                     |
| 8.      | Niemcy            | 0 | 1 | 0 | 1                     |
|         | Włochy            | 0 | 1 | 0 | 1                     |
| 10.     | Francja           | 0 | 0 | 1 | 1                     |
|         | Słowacja          | 0 | 0 | 1 | 1                     |